# Schwändi
Schwändi is een plaats en voormalige gemeente in het Zwitserse kanton Glarus, en maakt sinds 1 januari 2011 deel uit van de gemeente Glarus Süd.

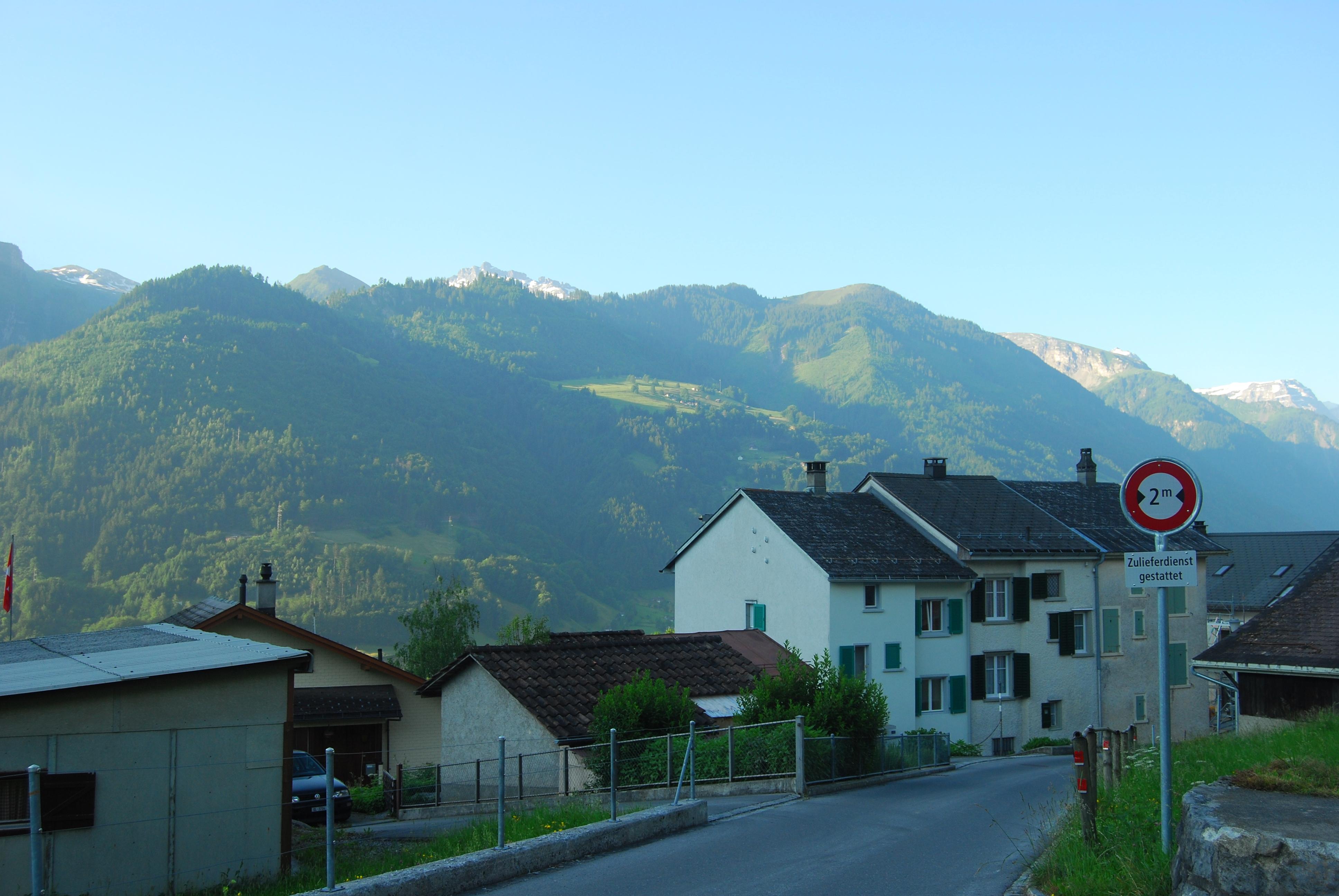
Schwändi